# Kapatagan, Lanao del Norte

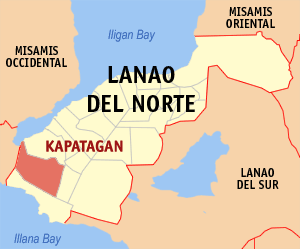
Bản đồ Lanao del Norte với vị trí của Kapatagan

Kapatagan là một đô thị hạng 3 ở tỉnh Lanao del Norte, Philippines. Theo điều tra dân số năm 2007, đô thị này có dân số 49.134 người.

## Các đơn vị hành chính
Kapatagan được chia ra 34 barangay.
| - Bagong Badian - Bagong Silang - Balili - Bansarvil - Belis - Buenavista - Butadon - Cathedral Falls - Concepcion - Curvada - De Asis | - Donggoan - Durano - Kahayagan - Kidalos - La Libertad - Lapinig - Mahayahay - Malinas - Maranding - Margos - Poblacion | - Pulang Yuta - Quarry - San Isidro - San Vicente - Santa Cruz - Santo Tomas - Suso - Taguitic - Tiacongan - Tipolo - Tulatulahan - Waterfalls |